# Zamach na parlament w Czeczenii (2010)
Zamach na parlament w Czeczenii – zamach bombowy mający miejsce 19 października 2010 w stolicy Republiki Czeczeńskiej, Groznym. W wyniku ataku bojowników Emiratu Kaukaskiego na Parlament Czeczenii, zginęło sześć osób, w tym trzech terrorystów, rannych zostało 17 osób.

## Szczegóły ataku
Atak rozpoczął się około 08:45 czasu lokalnego, w dniu 19 października 2010 r., kiedy trzech terrorystów przybyło na teren parlamentu Czeczenii w Groznym. Jeden z napastników wykrzyczał przed wejściem do placówki arabski zwrot Allāhu Akbar!!, a następnie wysadził się w pobliżu głównej bramy kompleksu. W tym czasie 2 pozostałym rebeliantom udało się wejść do parlamentu, gdzie otworzyli ogień. W efekcie zabili dwóch rosyjskich policjantów, oraz jednego z pracowników parlamentu, rannych zostało 6 milicjantów i 11 osób cywilnych. Wszyscy atakujący terroryści, z wyjątkiem terrorysty-samobójcy zginęli po szturmie służb specjalnych.